# Parc provincial Garibaldi
Pour les articles homonymes, voir Garibaldi (homonymie).
Le parc provincial Garibaldi est un parc à l'état sauvage situé en Colombie-Britannique, au Canada à environ 70 kilomètres au nord de Vancouver. Il est situé à l'est de l'autoroute 99 et entre Squamish et Whistler. Il a été fondé le 1er janvier 1927 et couvre un territoire de plus de 1 946,5 km2. Le parc a été nommé en l'honneur de Giuseppe Garibaldi.

## Région
Le parc possède plusieurs montagnes abruptes et accidentées dont plusieurs ont leur sommet recouvert par des glaciers. La partie sud du parc contient le mont Garibaldi et la chaîne volcanique Garibaldi. On peut y observer énormément de pseudotsugas, de thuyas géants de Californie, de pruches de l'ouest, des prairies alpines et beaucoup de régions alpines rocheuses. Le plus haut sommet est celui de Wedge Mountain à 2 892 mètres d'altitude.

## Accessibilité
Il y a cinq entrées au parc, chacune située le long de l'autoroute 99. Chacune de ces entrées donne accès à des pistes de randonnée avec des opportunités de camper. Le lac Garibaldi et la région Diamond Head sont aussi ouverts durant l'hiver pour ceux qui pratiquent le hors piste. Tous les campements fonctionnent sur le principe du premier arrivé, premier servi.
Diamond Head
Cette entrée, la plus au sud, procure l'accès à la région au sud du mont Garibaldi. Des activités comme la randonnée et le ski peuvent y être pratiquées. Une hutte pour faire la cuisine ainsi qu'un site de campement exclusivement pour l'hiver se trouvent dans les prés Red Heather Meadows à environ 5 kilomètres du stationnement. Un abri et un site de campement sont aussi situés à 12 kilomètres du stationnement des lacs Elfin.
Black Tusk/Garibaldi Lake
La seconde entrée est située approximativement à mi-chemin entre Squamish et Whistler. Des sentiers de randonnée donnent accès au lac Garibaldi, à Black Tusk et à une crête nommée Panorama Ridge. Une piste va aussi jusqu'à la région du lac Cheakamus qui est situé plus au nord.
Cheakamus Lake
Cette entrée, située au sud de Whistler, donne accès au Lac Cheakamus. Deux sites de campement s'y trouvent à quelques kilomètres du stationnement.
Singing Pass
La Singing Pass, ou passe chantante, est une région située à l'est de la montagne de Whistler. La région peut être accédée par une piste qui suit Fitzsimmons Creek, situé entre la montagne de Whistler et le pic Blackcomb. On peut aussi accéder à cette région par une piste alpine passant par le sommet du mont Whistler. Il est permis de camper à Russet Lake.
Wedgemount Lake
L'entrée la plus au nord se fait par une route de service forestier qui n'est plus en service. La route n'est pas entretenue et les véhicules 4x4 sont donc suggérés. On accède à ce lac par un sentier de randonnée. Il est permis de camper autour de celui-ci.

## Images du parc provincial Garibaldi

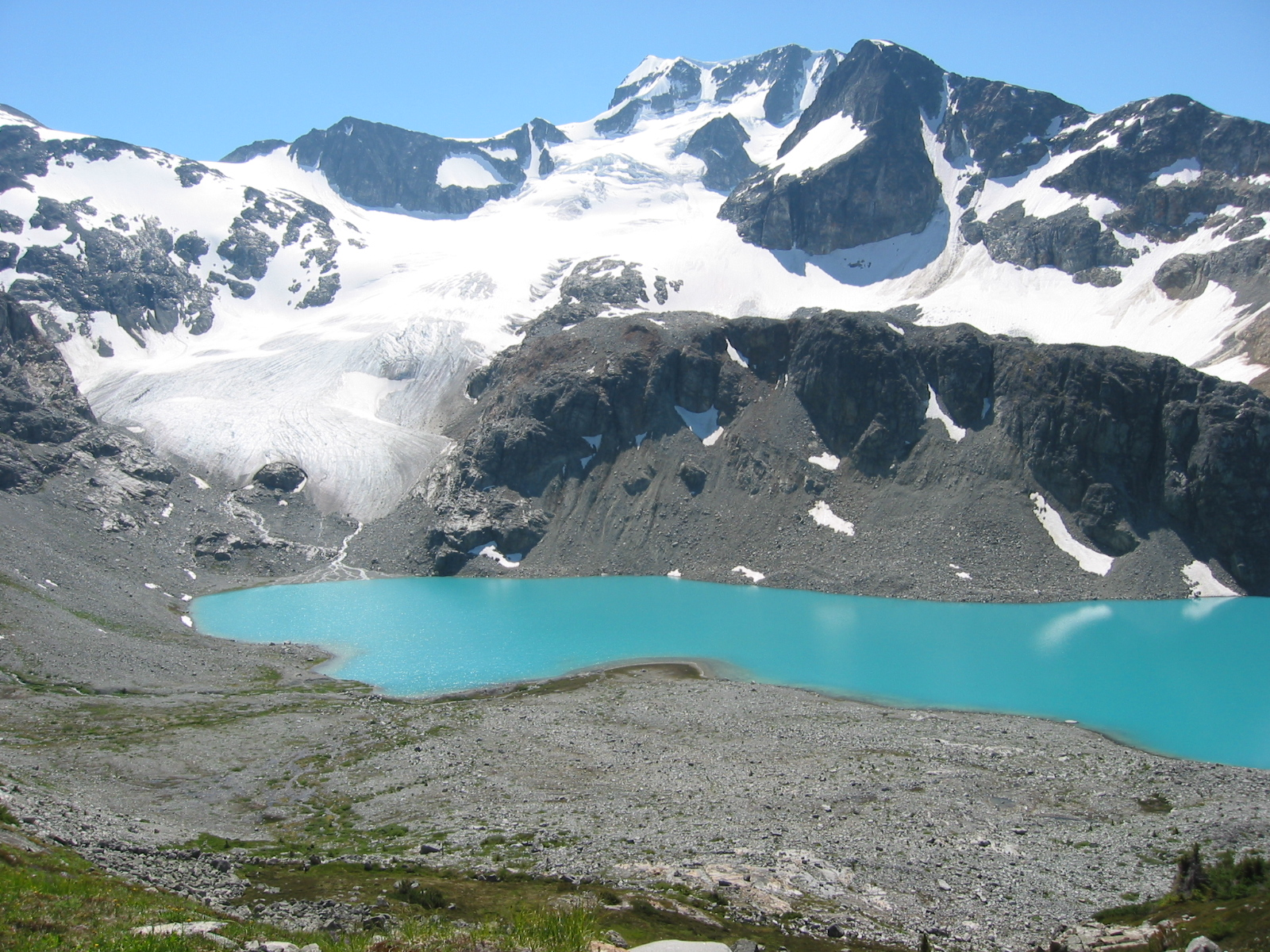
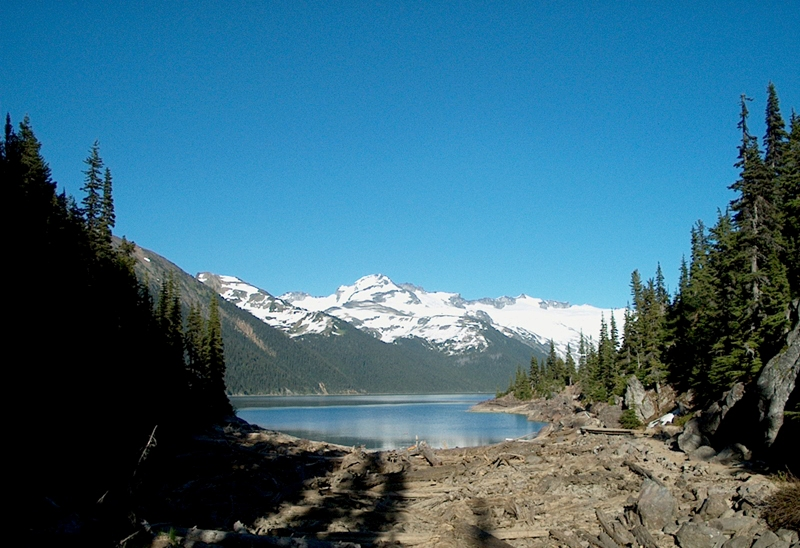
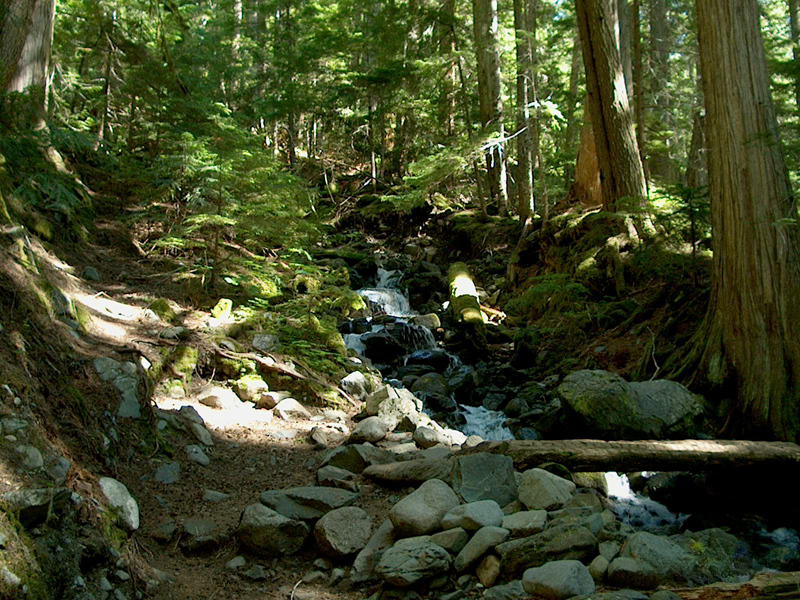
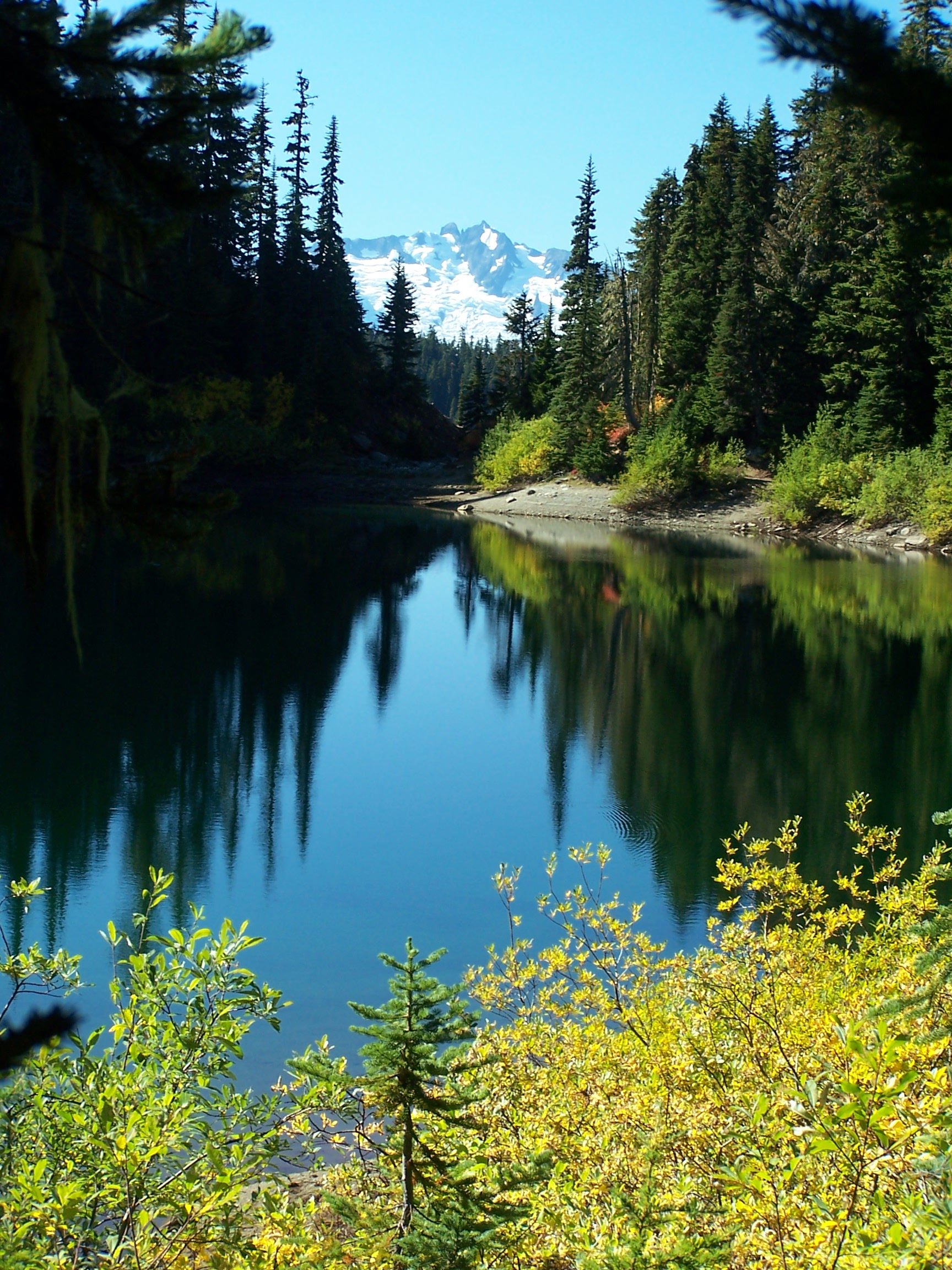
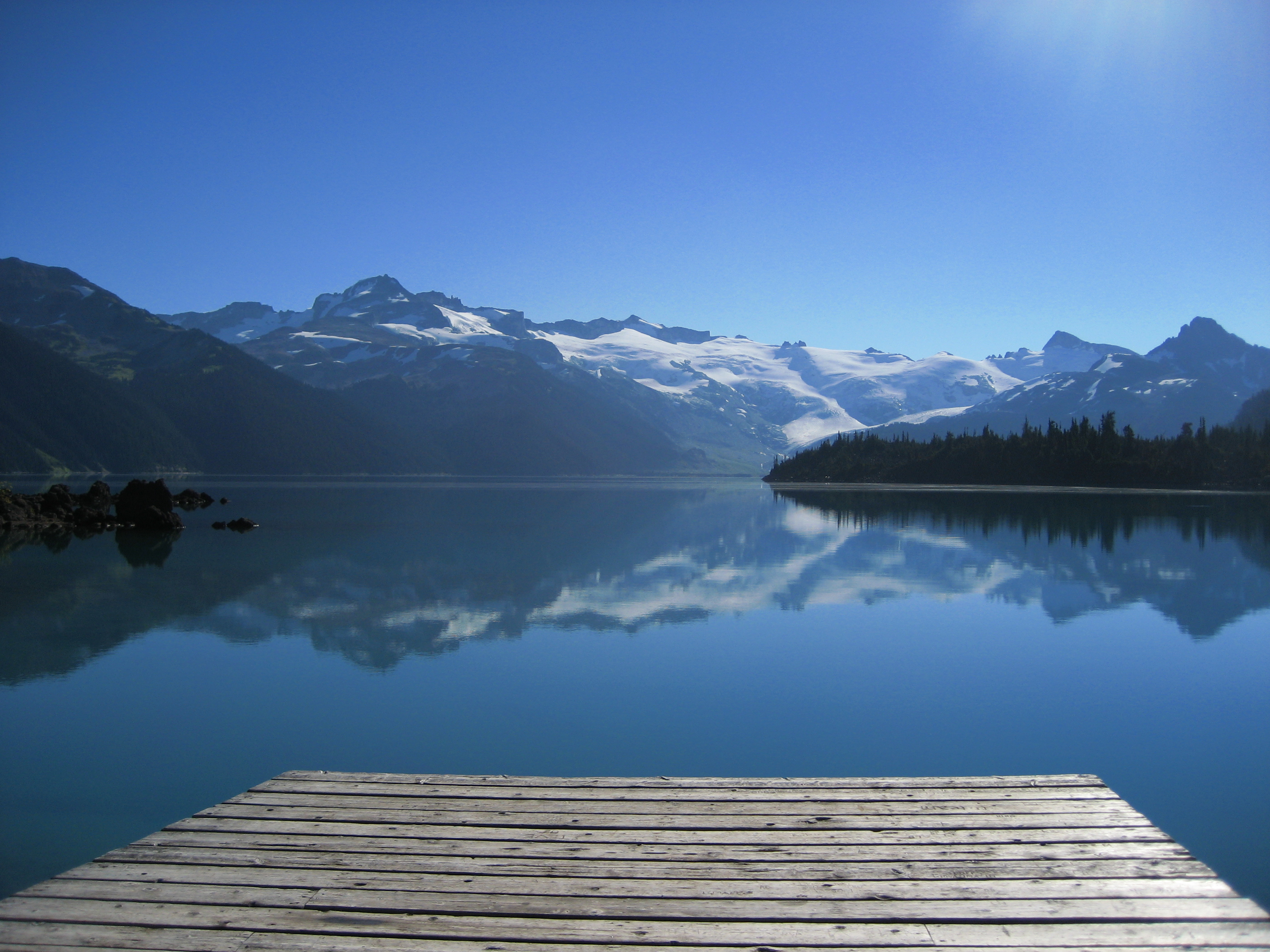
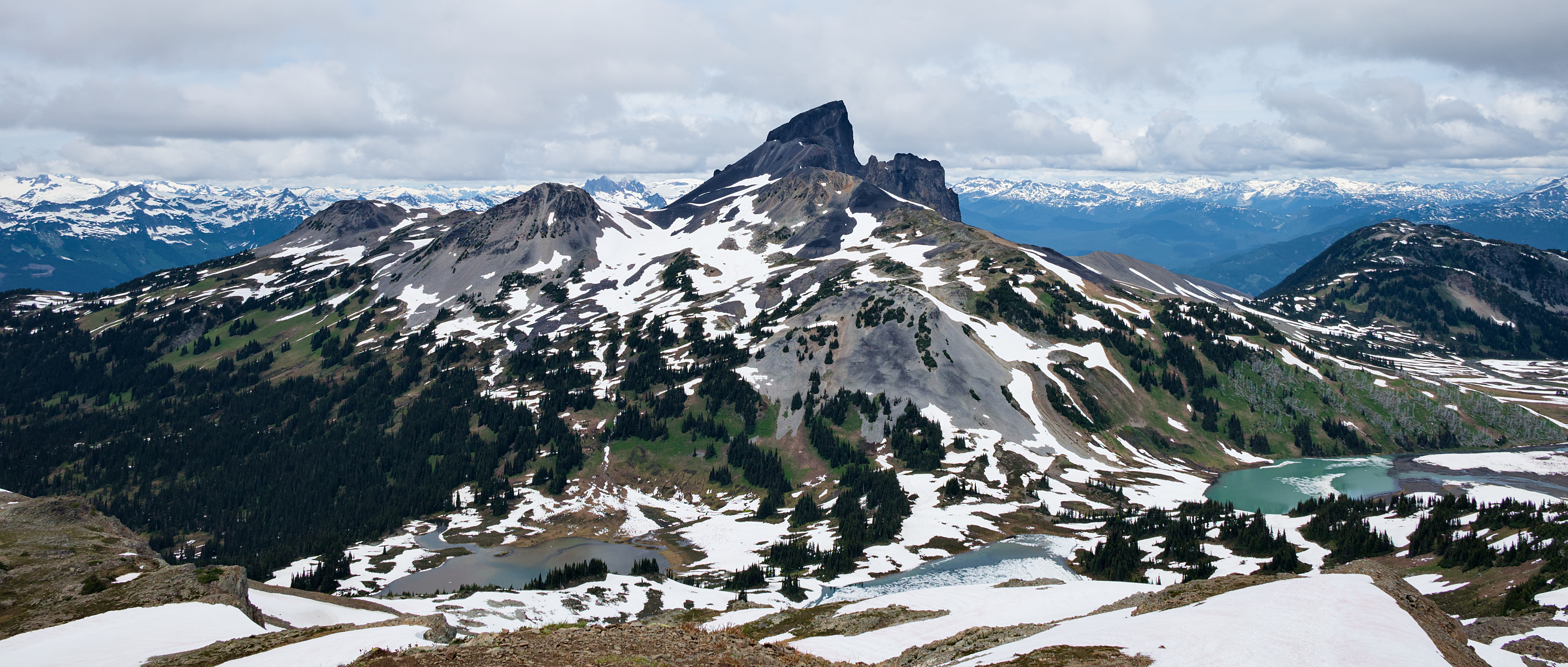
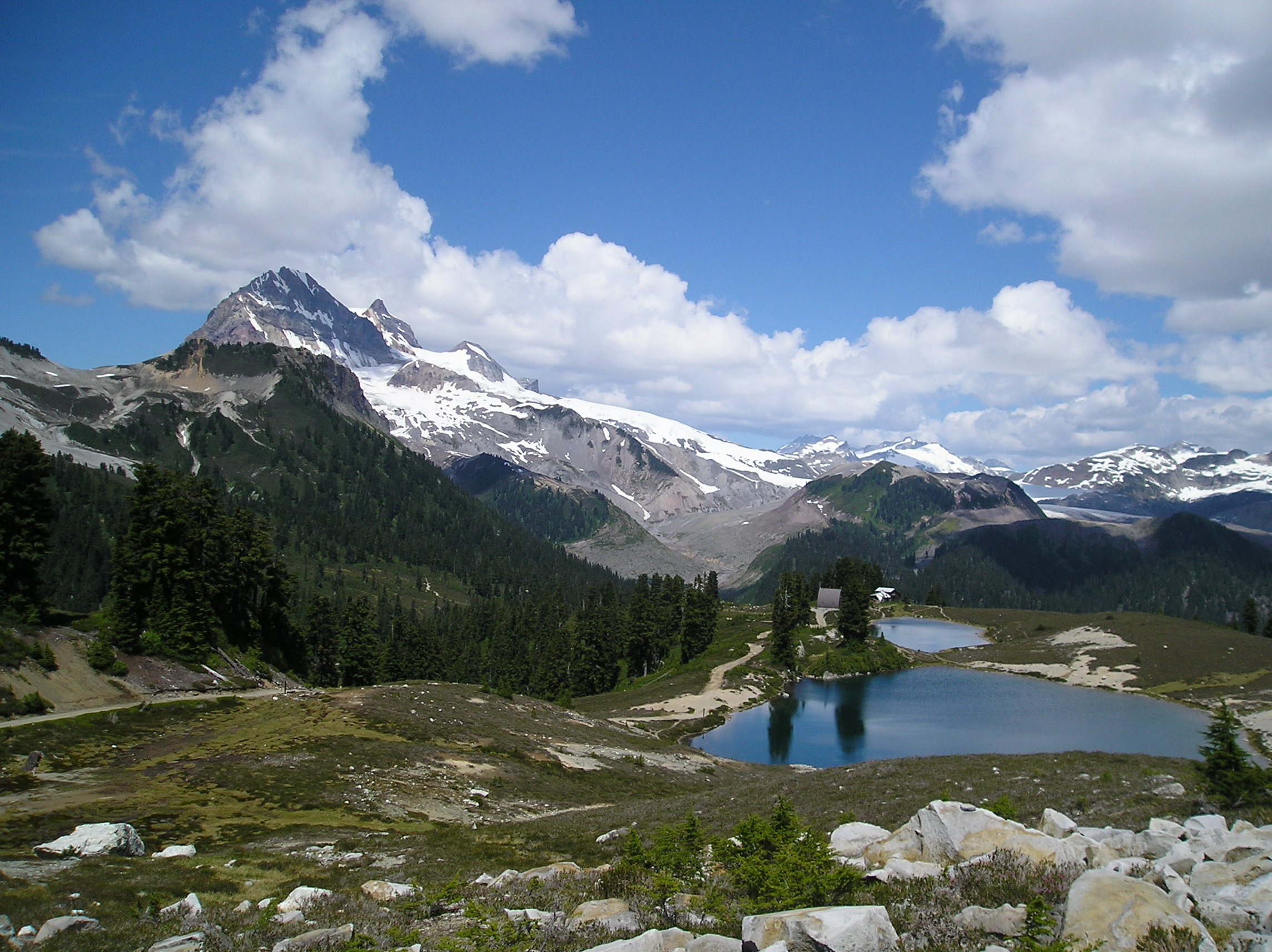
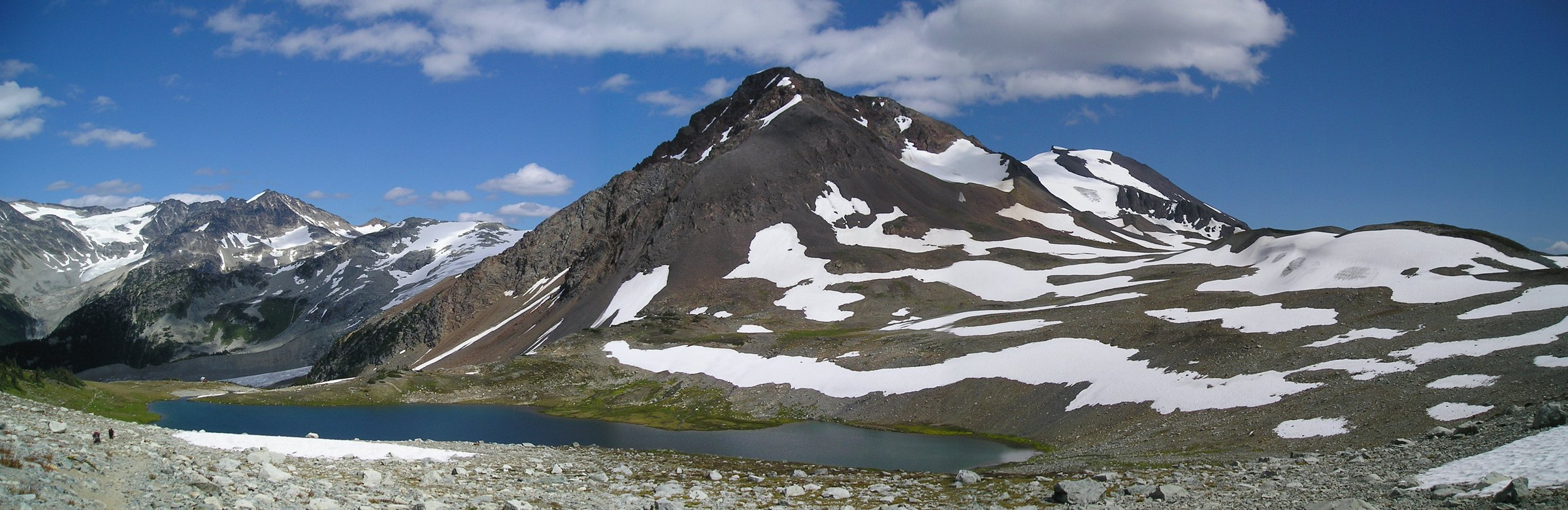
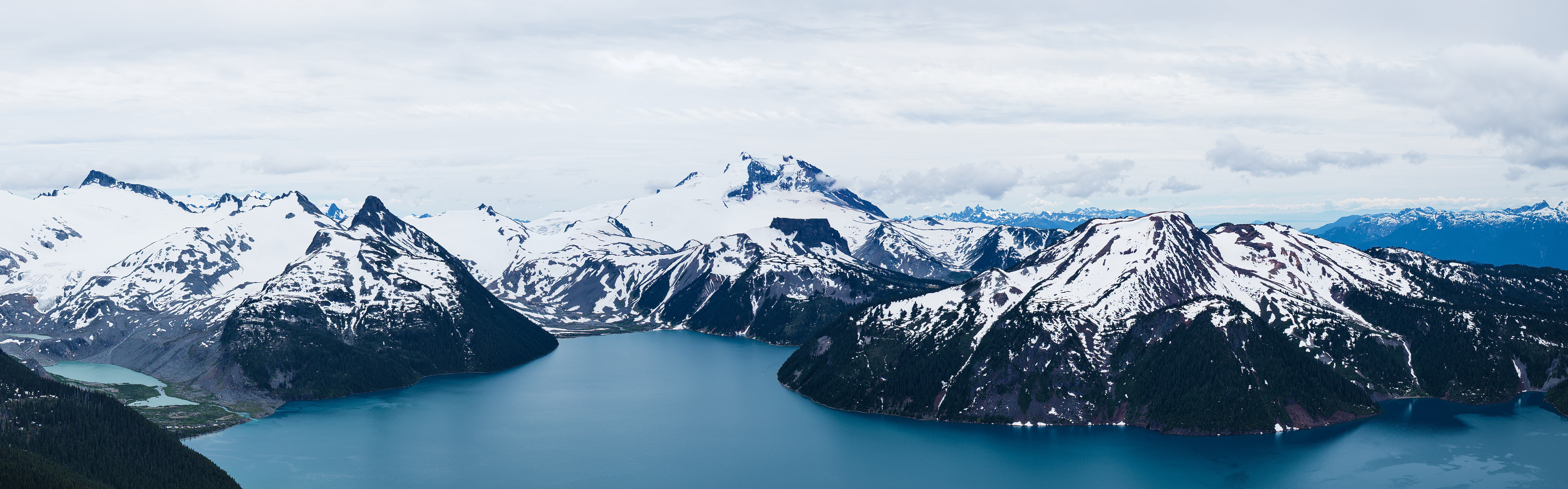
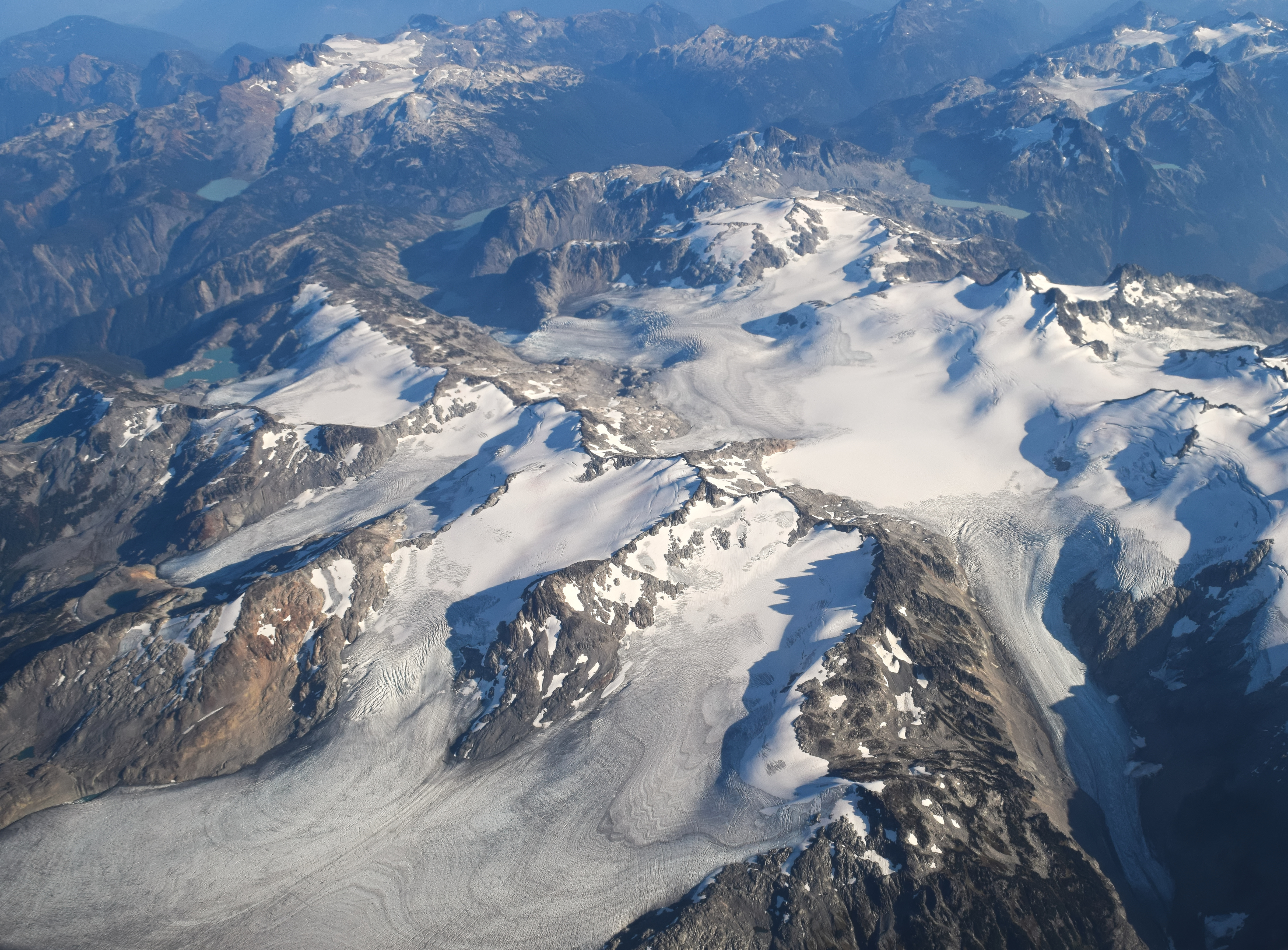